# Panamese tiran
De Panamese tiran (Myiarchus panamensis) is een zangvogel uit de familie Tyrannidae (tirannen).

## Verspreiding en leefgebied
Deze soort komt voor van Costa Rica tot Colombia en telt twee ondersoorten:
- M. p. actiosus: noordwestelijk Costa Rica.
- M. p. panamensis: van zuidwestelijk Costa Rica tot westelijk Colombia en noordwestelijk Venezuela.

## Status
De grootte van de populatie is in 2022 geschat op 0,5-5 miljoen volwassen vogels. Op de Rode lijst van de IUCN heeft deze soort de status niet bedreigd.